# Carina Wenninger
Carina Wenninger (født 6. februar 1991) er en østrigsk fodboldspiller, der spiller som forsvarsspiller for Bayern München og for Østrigs kvindefodboldlandshold.

## Meritter
Bayern München
- Bundesliga: Vinder 2014-15, 2015–16
- DFB-Pokal: Vinder 2012
- Bundesliga Cup: Vindere 2011

Østrig
- Cypern Cup: Vinder 2016[3]